# Episodi di Newsreaders (prima stagione)
La prima stagione della serie televisiva Newsreaders, composta da 10 episodi, è stata trasmessa negli Stati Uniti, su Adult Swim, dal 17 gennaio al 21 marzo 2013.
In Italia la stagione è inedita.
| nº | Titolo originale   | Titolo italiano | Prima TV USA     | Prima TV Italia |
| -- | ------------------ | --------------- | ---------------- | --------------- |
| 1  | Auto Erotic        |                 | 17 gennaio 2013  |                 |
| 2  | Hedge Fun          |                 | 24 gennaio 2013  |                 |
| 3  | Hair Razing        |                 | 31 gennaio 2013  |                 |
| 4  | CCSI/Boston        |                 | 7 febbraio 2013  |                 |
| 5  | Gay Camp           |                 | 14 febbraio 2013 |                 |
| 6  | Fit Town, Fat Town |                 | 21 febbraio 2013 |                 |
| 7  | Unborn Again       |                 | 28 febbraio 2013 |                 |
| 8  | 31-Up              |                 | 7 marzo 2013     |                 |
| 9  | Epic Fail          |                 | 14 marzo 2013    |                 |
| 10 | Jr. Newsreaders    |                 | 21 marzo 2013    |                 |

## Auto Erotic
- Titolo originale: Auto Erotic
- Diretto da: Jim Margolis
- Scritto da: Jim Margolis

### Trama
Un'indagine illuminante di Louis La Fonda.
- Guest star: Missi Pyle (Rebecca Lionwek), Brian Posehn (Ames MacKenzie), Aaron Staton (Ethan Lexworth), Dan Rather (se stesso).
- Ascolti USA: telespettatori 1 510 000 – rating/share 18-49 anni.[2]

## Hedge Fun
- Titolo originale: Hedge Fun
- Diretto da: Jim Margolis
- Scritto da: Rachel Axler

### Trama
La giornalista Narge Hemingway incontra una star della borsa di Wall Street.
- Guest star: Brandon Routh (Miles Van Cleef), Lizzy Caplan (Anya Turpo), Dan Rather (se stesso), Warren G (OG Hemingway).

## Hair Razing
- Titolo originale: Hair Razing
- Diretto da: Rhys Thomas
- Scritto da: Jim Margolis

### Trama
L'inviato Amir Larussa pone alcune domande sulla depilazione del corpo.
- Guest star: Dan Bakkedahl (Clint Schliff), Deanna Russo (Vanessa Taylor), Andrea Savage (Dr. Valerie Vesser), Malin Åkerman (Ingrid Hagerstown), Lake Bell (Dixie Peters), Henry Winkler (Fred Nunley).

## CCSI/Boston
- Titolo originale: CCSI/Boston
- Diretto da: Joe Burke e Rhys Thomas
- Scritto da: Paul Scheer, Rob Corddry e Jason Reich

### Trama
Amir Larussa parla di come i bambini siano il futuro della lotta contro il crimine. Nel frattempo, Louis La Fonda si reca a Boston per incontrare un irlandese arrabbiato.
- Guest star: Katie Aselton (Monica Collander), Garret Dillahunt (Mikhail Rousseau), Patrick Fischler (Bram Strunk), Dennis Haysbert (Detective Fenster Landau), Kerri Kenney-Silver (Tina Barry), Joey McIntyre (Mike Sullivan), Dan Rather (se stesso).

## Gay Camp
- Titolo originale: Gay Camp
- Diretto da: Osmany Rodriguez e Matt Villines
- Scritto da: Michael Showalter

### Trama
L'inviato Narge Hemingway visita un campo estivo con un orribile segreto.

## Fit Town, Fat Town
- Titolo originale: Fit Town, Fat Town
- Diretto da: Joe Burke
- Scritto da: Jim Margolis

### Trama
L'inviata Sadee Deenus visita una città in cui ogni persona è fisicamente in forma, tuttavia non riesce a capire perché è una pessima giornalista.
- Guest star: Reid Ewing (Logan Ruby), Toby Huss (Peter Ruby), Thomas Lennon (Vincent Gates), Mary Lynn Rajskub (Laney Trammings), Dan Rather (se stesso).

## Unborn Again
- Titolo originale: Unborn Again
- Diretto da: Joe Burke
- Scritto da: Jim Margolis

### Trama
Louis La Fonda incontra un padre e un figlio che si odiano. Più tardi scopre perché le proteste contro l'aborto siano belle e successivamente mostra un buon posto per incontrare ragazze.
- Guest star: Ed Begley Jr. (Phillip Breck), Josh Meyers (Andrew Clatter), Jane Seymour (Claire Clatter).

## 31-Up
- Titolo originale: 31-Up
- Diretto da: Rhys Thomas
- Scritto da: Jonathan Stern

### Trama
Durante un pluripremiato reportage, Sadee Deenus incontra una tipica famiglia americana e la separa completamente.
- Guest star: Dave Foley (Donny Hayflack), Keir Gilchrist (Ben Hayflack all'età di 18 anni), Rachael Harris (Wendy Hayflack).

## Epic Fail
- Titolo originale: Epic Fail
- Diretto da: Osmany Rodriguez e Matt Villines
- Scritto da: Rob Corddry, Jason Reich, John Aboud e Michael Colton

### Trama
L'irritabile e anziano giornalista Skip Reming fa un servizio sulla sicurezza aeroportuale dopo l'11 settembre. Intanto, Xandra Dent indaga sulla pericolosità delle macchine ospedaliere.
- Guest star: Neil Flynn (Dr. Hugh Bowman).

## Jr. Newsreaders
- Titolo originale: Jr. Newsreaders
- Diretto da: Osmany Rodriguez e Matt Villines
- Scritto da: Wyatt Cenac

### Trama
Louis La Fonda incontra un ragazzo che fa sembrare cattivi i giornalisti.
- Guest star: Bob Clendenin (Roscoe Thurnpike), Piper Mackenzie Harris (Marrissa Walsh), Conan O'Brien (se stesso), Kate Walsh (se stessa).